# Disperatamente romantici
Disperatamente romantici (Desperate Romantics) è una miniserie televisiva britannica scritta da Peter Bowker. La serie è stata trasmessa sul canale BBC Two dal 21 luglio 2009. In Italia la serie viene trasmessa per la prima volta, in chiaro, a partire dal 21 giugno 2015 sul canale televisivo La EFFE.

## Trama
1851, Londra. Mentre la città è alle prese con la rivoluzione industriale, quattro giovani artisti e membri della confraternita dei Preraffaeliti cercano di emergere e farsi notare. Talentuosi, stravaganti e desiderosi di rompere gli schemi della pittura tradizionale, i quattro ragazzi si distinguono per originalità e anticonformismo, creando spesso scandalo. Tra amori tormentati, scandali, fallimenti e trionfi, questi pittori riusciranno a lasciare un segno indelebile nella storia dell'arte ottocentesca.

## Personaggi e interpreti
- Dante Gabriel Rossetti, interpretato da Aidan Turner.
- William Holman Hunt, interpretato da Rafe Spall.
- John Everett Millais, interpretato da Samuel Barnett.
- Fred Walters, interpretato da Sam Crane.
- Effie Gray, interpretata da Zoë Tapper.
- Lizzie Siddal, interpretata da Amy Manson.
- Annie Miller, interpretata da Jennie Jacques.
- John Ruskin, interpretato da Tom Hollander.
- Frank Stone, interpretato da Phil Davis.
- Charles Dickens, interpretato da Mark Heap.
- Fanny Cornforth, interpretata da Rebecca Davies.
- William Morris, interpretato da Dyfrig Morris.
- Edward Burne-Jones, interpretato da Peter Sandys-Clarke.
- Jane Burden, interpretata da Natalie Thomas.
- Rose La Touche, interpretata da Poppy Lee Friar.